# Tochavim

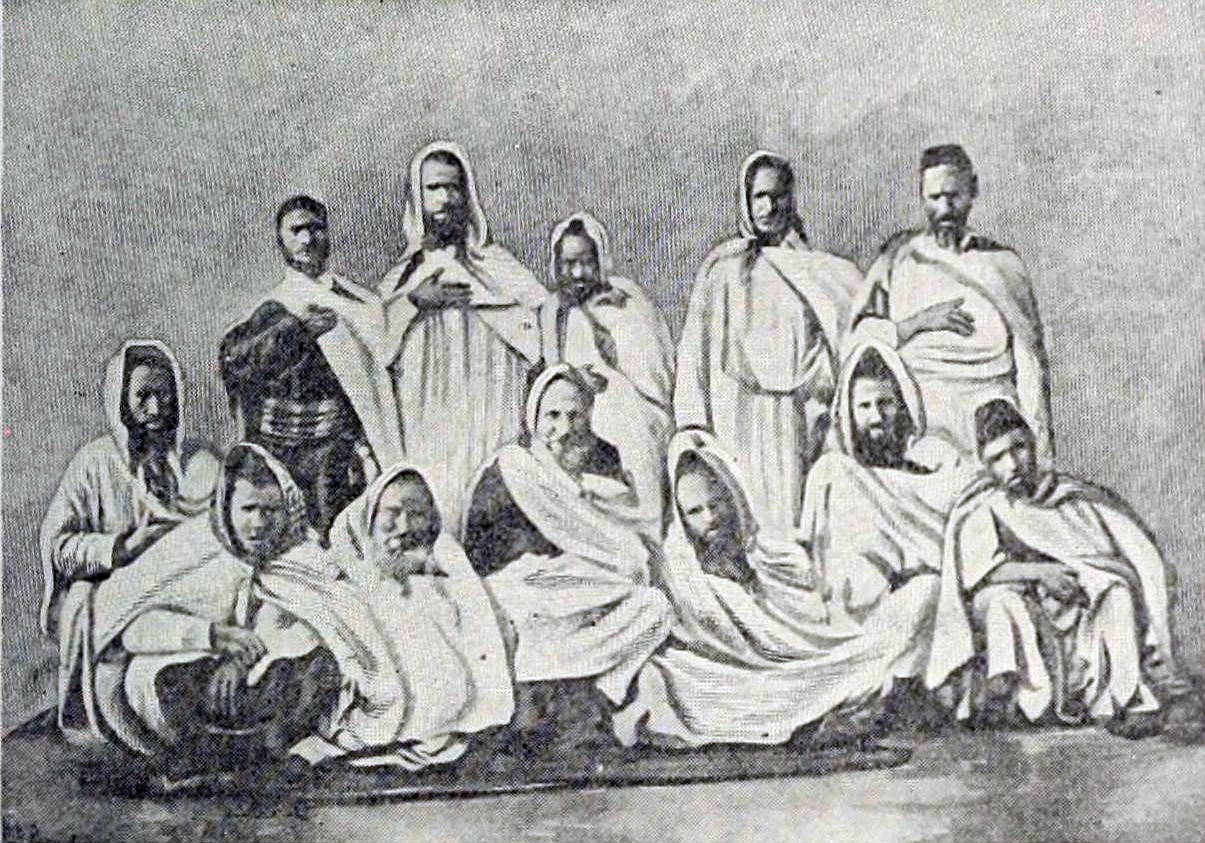
Judeus berberes das montanhas do Atlas ca. 1900

O termo Tochavim (em hebraico: תושבים; residentes; singular: tochav, da raiz ישב; "habitar, permanecer, instalar-se") designa genericamente os judeus que habitavam as terras onde chegaram em massa os judeus sefarditas expulsos (em hebraico: מגורשים; Megorachim) da Península Ibérica em 1492, por ordem dos Reis Católicos (Decreto de Alhambra).
De forma particular, o termo aplica-se aos judeus autóctones do Magrebe, que também são chamados Maghrebim (מַגּרֶבִּים ou מַאגרֶבִּים). Estes viviam na região ocidental (al-Maghrib, "o oeste" em árabe) do norte de África. Antes da expulsão ordenada pelos Reis Católicos e das perseguições da Inquisição, o Magrebe tinha já acolhido Megorachim exilados de Espanha, fugidos às perseguições dos visigodos nos séculos VI e VII. Em algumas regiões as relações entre os Tochavim e os Megorachim eram tensas.
Os Tochavim tinham as suas próprias minhagim (tradições) e falavam judeu-árabe e judeu-berbere. Os casamentos entre as duas comunidades nem sempre eram bem vistos, como testemunham as ketubot (contratos de casamento) de judeus marroquinos que por vezes mencionavam o minhag seguido pelos noivos.
Devido aos sefarditas serem mais urbanizados e mais ricos, a maior parte dos Tochavim acabou por ser assimilada. Atualmente a maior parte dos judeus de origem marroquina considera-se sefardita.
Os chamados "judeus trogloditas da Tripolitânia meridional" (na Líbia), cujo destino é incerto depois de 1960, eram provavelmente um ramo precoce de Maghrebim.
As relações dos judeus magrebinos com os muçulmanos sunitas têm-se caracterizado por alguma hostilidade recíproca devido ao conflito israelo-árabe.